# Emlékképek
Az Emlékképek (I Remember That) a Született feleségek (Desperate Housewives) című amerikai filmsorozat hatvanadik epizódja. Az Amerikai Egyesült Államokban először az ABC (American Broadcasting Company) adó sugározta 2007. február 11-én.

## Az epizód cselekménye
Két hónap telt el azóta, hogy Mike Delfino felébredt a kómából, és az elveszett emlékek lassan kezdtek visszatérni. Immár fel tudta idézni, hogy mikor látta először a Lila Akác közt, mikor találkozott először az új szomszédjaival, s mikor hallotta először Susan Mayer kacagását. Ám az emlék, amit leginkább megragadni vágyott, még mindig elillant előle. Ezért keresett fel egy hipnoterapeutát, hogy emlékezzen - mindenre. Szerencsére Mike emlékképei szépen lassan kezdtek visszatérni, s egyvalamire végre biztosan emlékezett: nem ő ölte meg Monique-ot. Susan Ian feleségének temetésére készül, ahol azonban - szokásához híven - jókora feltűnést kelt. Miután Alma - Gloria közreműködésével - elkábította, majd megerőszakolta Orson-t, tovább folytatja a zsarnokoskodást volt férje felett. Gabrielle éppen Zach társaságában múlatja az időt, amikor egy áruházban flörtölni kezd egy jóképű pasival, akiről kiderül, hogy éppen Zach Young alkalmazottja. Az egész Scavo család, az utca fiataljainak lelkes segítségével, a pizzéria megnyitójára készül. Orson eközben úgy dönt, hogy megosztja titkát a feleségével, ám nem sokkal ezután Bree kórházba kerül.

## Mellékszereplők
- Valerie Mahaffey - Alma Hodge
- Dougray Scott - Ian Hainsworth
- Dixie Carter - Gloria Hodge
- Cody Kasch - Zach Young
- Kathleen York - Monique Polier
- Miriam Flynn - Dr. Maggie Berman
- Brennan Elliott - Luke Purdue
- Suzanne Cryer - Lynn Dean
- Susan Leslie - Jodi
- Christopher Carroll - Tiszteletes
- Dale Waddington Horowitz - Éjszakás nővér
- David Goryl - Charles Babcock
- Pat Crawford Brown - Ida Greenberg
- Peter Jason - Jeff
- Mary Margaret Lewis - Renee
- Lynette Dupree - Ápolónő

## Mary Alice epizódzáró monológja
- A narrátor, Mary Alice monológja az epizód végén így hangzik (a magyar változat alapján):

"A múltat megidézni bizony nem egyszerű feladat. Míg a legtöbb emlék egyszerű szuvenír a boldogabb időkből, mások igencsak halálosak tudnak lenni."

## Epizódcímek szerte a világban
- Angol: I Remember That (Emlékszem rá)
- Francia: Ressaisir le passé (Emlékezés a múltra)
- Német: Tödliche Vergangenheit (Halálos múlt)
- Olasz: Me lo ricordo (Emlékszem rá)
- Spanyol: Yo recuerdo (Emlékszem)